# Pedro Alcócer Gil
Pedro Alcocer Gil (Alhabia, 1906 - França, 1992) va ser un anarquista de la localitat de Terrassa. Va ser un militant destacat de la CNT i la FAI, va participar del pistolerisme i va ser especialment cèlebre durant els primers mesos de la Guerra Civil a Terrassa, on dirigia el grup d'acció conegut com Els xiquillos d'en Pedro, que van dur a terme diverses execucions.

## Biografia

### Primers anys
Va néixer a Alhabia, a la província de Almeria, l'any 1906. Va quedar orfe sent nen i es va mudar a Barcelona sent un adolescent, en plena època del pistolerisme. Va ser llavors quan va entrar en contacte amb l'anarcosindicalisme de la CNT. El 1922 es muda a Terrassa, en concret al barri de Ca n'Aurell, amb la seva dona. Pedro comença a treballar a Can Niquet de la Saphil, mentre que la seva dona obre un petit negoci.

### Segona República
Després de la proclamació de la Segona República Espanyola s'afilia a la FAI i funda a Terrassa un grup d'acció conegut com Els xiquillos d'en Pedro o Pedro y sus chiquillos. El 1932, els dies 14 i 15 de febrer van assaltar i van ocupar l'ajuntament de Terrassa, on van onejar la bandera anarquista. Aquest fet va acabar en un tiroteig entre els pistolers de la FAI i la Guàrdia Civil que va durar unes tres hores. El 6 d'octubre de 1934 van participar en l'assalt a la presó de Terrassa.
Va passar una temporada pres, i durant la seva estada a la presó va conèixer a importants militants de la CNT i de la FAI que com ell complien condemna. Es diu que Pedro Alcocer era un expert elaborant explosius casolans.

### Guerra Civil
Amb l'esclat de la Guerra Civil Espanyola Pedro Alcocer passa a ser representant de la CNT i la FAI al comitè de Salut Pública, i 'els seus xiquillos' es converteixen en les primeres Patrulles de Control de la ciutat.
És llavors quan duen a terme una onada d'execucions repressives. El cas més conegut va ser el del crim de Can Prat, ocorregut el 24 de juliol de 1936, quan van executar a diverses persones, set importants industrials i una persona més per les seves creences catòliques, a la propera població de Mura, on es van trobar els cadàvers.
Passats uns mesos  'Pedro Alcocer'  va dissoldre les seves patrulles de control i va marxar al front de València i posteriorment al front d'Aragó, on sembla que va tenir desencontres amb  Josep Tarradelles.

### Exili
Un cop acabada la guerra, el 1939 es va exiliar a França, des d'on va emigrar a Veneçuela. En els seus últims anys de vida va tornar a França, on va morir el 1992.